# Chrome Division
Chrome Division är ett norskt rockband, vars mest kände medlem är Shagrath, som även är sångare i Dimmu Borgir. 

## Medlemmar
Nuvarande medlemmar
- Eddie Guz ("Edwin Pinilla Gustoff") – sång (2004–2009, 2017– )
- Stian Tomt Thoresen ("Shagrath") – rytmgitarr (2004– ), basgitarr (2017– )
- Tony Kirkemo ("Tony White") – trummor (2004– )
- Kjell Karlsen ("Damage Karlsen") – sologitarr (2012– )

Tidigare medlemmar
- Jarle Bernhoft – sång (2004)
- Stian Andrè Arnesen ("Lex Icon" / "Nagash") – trummor, basgitarr, sång (2004)
- Bjørn Luna ("Luna") – basgitarr (2004–2012)
- Richard Wikstrand ("Ricky Black") – sologitarr, sång (2004–2012)
- Pål Mathiesen ("Shady Blue" / "Athera") – sång (2009–2017)
- Åge Michael Trøite ("Ogee") – basgitarr, bakgrundssång (2012–2017)

## Diskografi
Studioalbum
- 2006: Doomsday Rock'n'Roll
- 2008: Booze, Broads and Beelzebub
- 2011: 3rd Round Knockout
- 2014: Infernal Rock Eternal
- 2018: One Last Ride

Singlar
- 2006: "Serial Killer" / "The Angels Fall"
- 2013: "Endless Nights"